# クルフィ

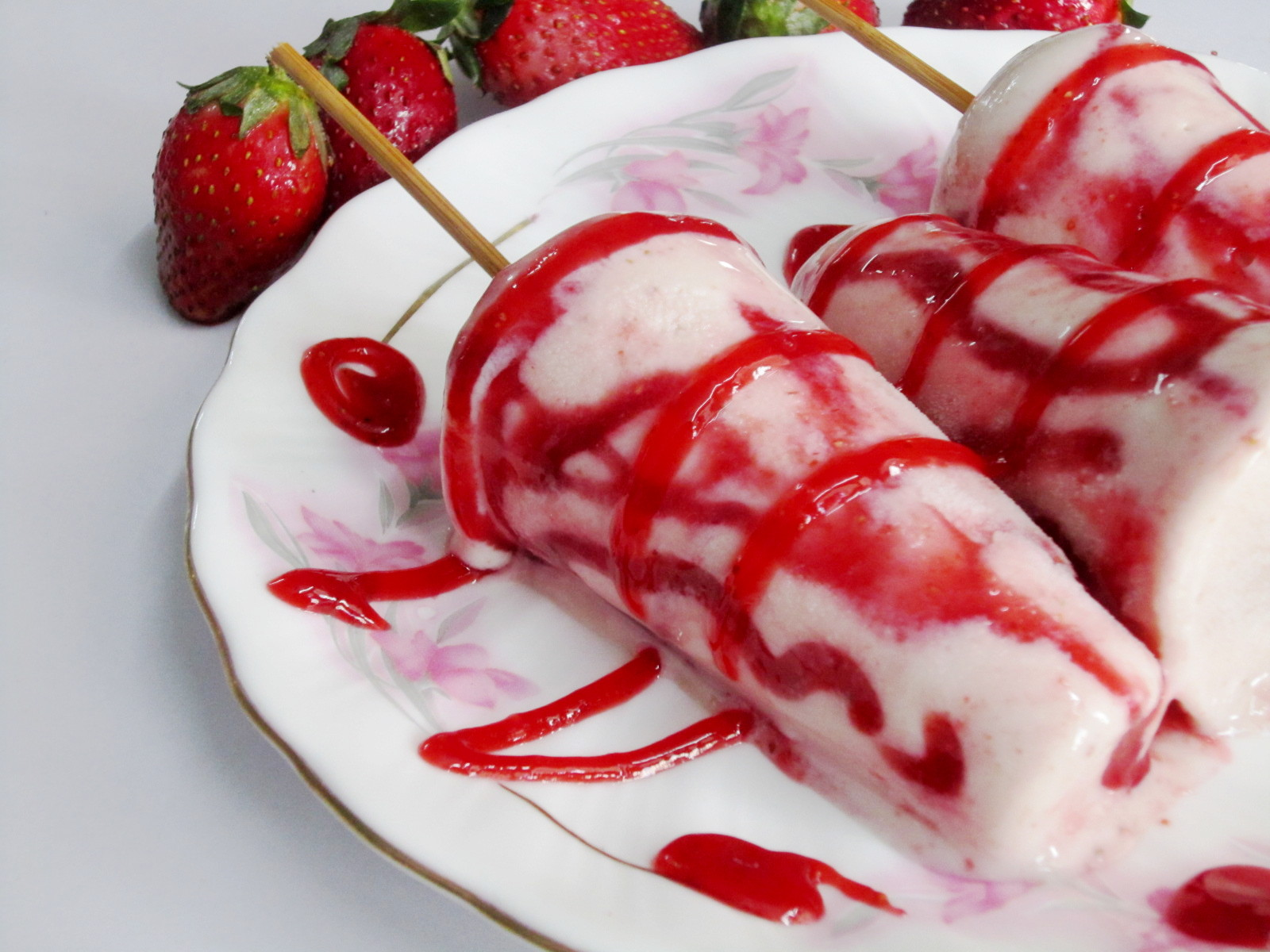
イチゴソースを添えたクルフィ

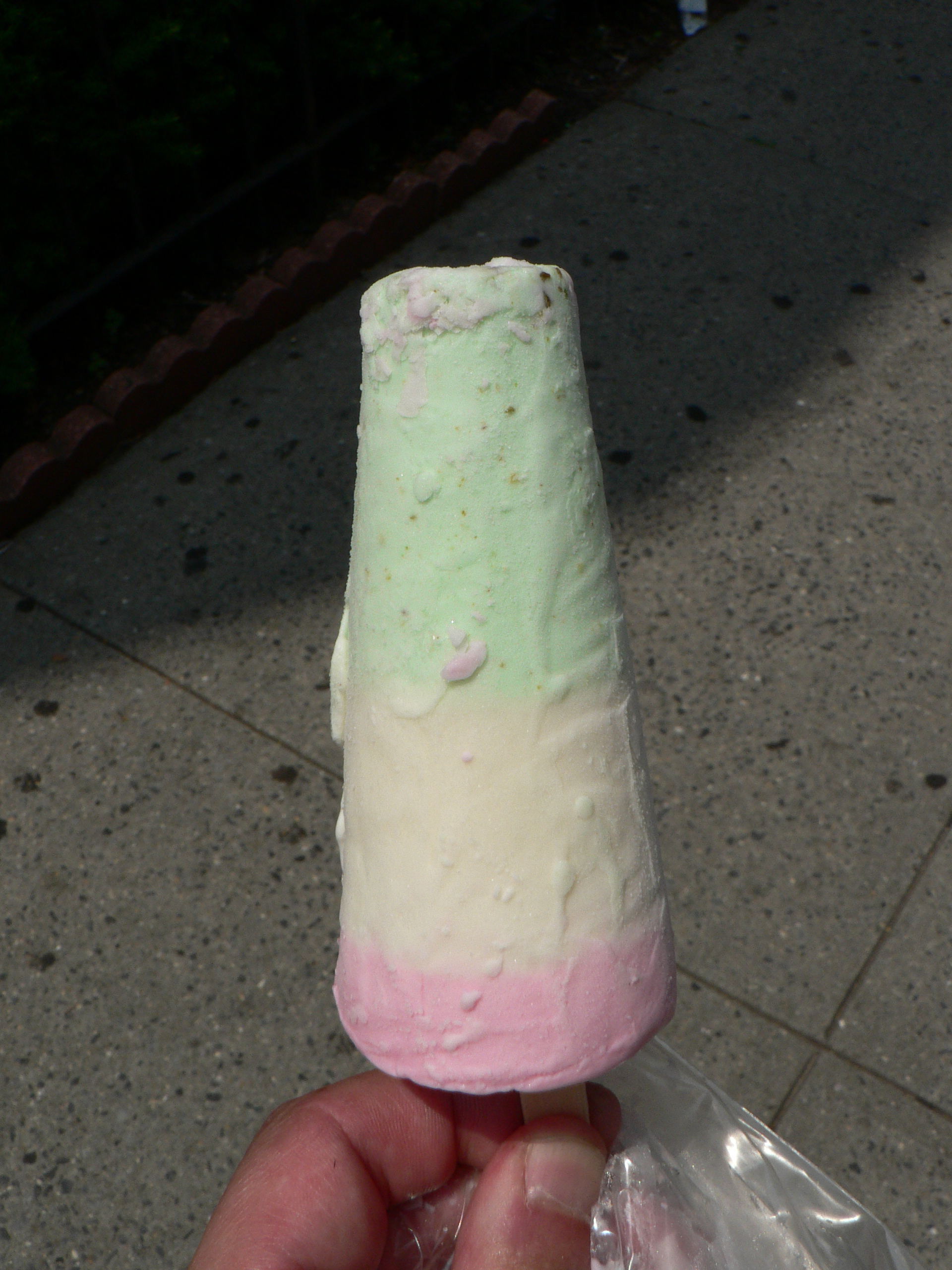
ピスタチオ、バニラ及びバラのフレーバーのクルフィ

クルフィ（英語: KulfiまたはQulfi [kʊlfiː]、ヒンディー語: क़ुल्फ़ी、ウルドゥー語: قلفی、カンナダ語: ಮಟ್ಕಾಕುಲ್ಫಿ、タミル語: குல்ஃபி）は、インド亜大陸においてよくみられる、風味付けした牛乳を煮詰めて凍らせた氷菓である。しばしば、「伝統的なインドのアイスクリーム」と呼ばれる。

## 概要
クルフィは、外見も風味もアイスクリームに類似しているものの、その味わいはアイスクリームより濃厚かつクリーミーである。アイスクリームと異なり、泡立てずに作るので、伝統的なカスタードアイスクリームのように、固く濃厚な氷菓に仕上がるためである。濃厚であるために、クルフィは西洋のアイスクリームに比べて、溶けにくくなっている。
ピスタチオ、ローズウォーター、サフラン、カルダモン、カシューナッツ、アーモンドなど、様々な風味のクルフィが提供されている。
クルフィは、インド、スリランカ、パキスタン、バングラデシュ、ネパール、ミャンマー、中東において広く食されており、またそれ以外の地域でも提供されている。レストランで提供されることもあるが、路上でマッカと呼ばれる陶器の器の中でクルフィを冷やしながら売っているkulfiwalasと呼ばれる露店商たちが販売していることもある。

## 歴史
ヒンドゥスターニー語（ヒンディー語ないしウルドゥー語）のKulfiまたはQulfiは、ペルシア語で「覆われた器」を意味するQufliに由来し、もともとはアラビア語である。
クルフィは、16世紀のムガル帝国で生まれたと考えられている。インド亜大陸においては、当時から、デザートを作るために濃厚な練乳を混ぜることは広く行われていた。ムガル帝国の時代に、この練乳にピスタチオやサフランで風味づけをし、金属製の型に入れ、水に他の物質を溶かして凝固点を下げた氷の中に型を入れることにより、クルフィが発明された。ムガル帝国皇帝アクバル時代の執政の詳細な記録である「アクバル会典（Ain-i-Akbari）には、ヒマラヤの氷を温暖な地方に輸送する際や、何かを凍らせる際に、硝石が用いられたことが記録されている。
2000年代以降は、西洋風のアイスクリームショップがインドでも事業を拡大し始めたため、クルフィはこれらのアイスクリームとの競争にさらされている。

## 作り方
伝統的には、クルフィを作るためには、加糖して風味づけをした牛乳を、容器の底に焦げ付かないように絶えずかき混ぜ、分量が3分の2程度になるまで時間をかけて煮詰めて、脂肪分、タンパク質、乳糖といった成分が濃くなるよう、濃縮する。このように時間をかけて煮詰める間に、乳糖がキャラメル化するため、独特の風味を持つようになる。この液体を密封した容器に入れて、早く凍るよう塩を混ぜた氷に埋め込む。この塩を混ぜた氷と容器は、外の熱を遮断し氷を溶けにくくするため、陶器（matkaと呼ばれるものであることもある）に入れられる。この方法により作られたクルフィは、Matka Kulfiと呼ばれる。クルフィはこのように時間をかけて凍らせて作られるため、氷の結晶ができず、独特のなめらかな口当たりを有する。
より簡単な作り方としては、牛乳を沸かしてかき混ぜながら、パンくず、コア及び砂糖を加える。上の方にできたクリーム層は取り除いておき、最後に牛乳を濃くするために加える。より近年は、濃縮乳に加糖練乳及びダブルクリームを加えて、その後砂糖を加えてさらに煮詰め、コーンスターチペーストを加える。このペーストを加えて1 - 2分さらに煮詰めると、牛乳はさらに濃厚になる。その後、香料、ドライフルーツ、カルダモンなどが加えられる。その後、この牛乳を冷まして容器に入れ、凍らせる。1人分を小さな容器に入れて凍らせそのままスプーンを添えて提供する場合は、外側が柔らかくなるよう、提供の10 - 15分前に冷凍庫から出しておく。